# 류시열
류시열(柳時烈, 1938년 9월 5일 ~ )은 대한민국의 금융인이다. 본관은 풍산이며, 경상북도 안동 출생이다.

## 생애
경기고등학교 1학년 재학 시절에 대입 검정고시에 합격, 바로 서울대학교 법대에 진학했다. 1962년 대학 졸업과 동시에 한국은행에 입행, 1981년 비서실장, 1983년 5월 30일 임원부속실장(1급), 1983년 11월 24일 국제금융부장, 1986년 6월 26일 외환관리부장을 두루 거쳤다. 특히 무역 수지 흑자가 본격화되던 1987년 7월 23일에 자금부장을 맡아 어려운 통화관리를 무난히 해냈다. 이어서 1989년 1월 20일에 한국은행 이사에 발탁되었다.
1995년 1월 12일 금융통화운영위원회는 그를 한국은행 부총재로 임명하였다. 1997년 3월 8일 류시열은 제일은행 주주총회에서 은행장에 선임되었다. 1997년 5월, 한보와 삼미 등의 부도로 크게 떨어진 제일은행의 이미지 쇄신을 위해서 제일은행의 TV광고에 직접 출연하여 “한눈 팔지 않겠습니다”라는 약속을 하기도 했다. 1999년 4월 당시 재계 2위의 대우그룹 몰락 과정에서 채권단 대표로서 구조조정을 지휘했다. 1999년 11월 12일 은행연합회 회원총회에서 회장으로 추대되었다.
1999년 11월부터 2002년 11월까지 전국은행연합회 제6대 회장으로 활동했다. 2005년부터 2010년까지 신한금융지주 사외이사를 역임하였다. 2010년 9월 신한금융지주가 신상훈 사장을 검찰에 고발하며 10월에는 회장, 사장 그리고 행장이 동시에 물러나는 사태가 일어났을 때 신한금융지주 회장 대행을 맡아서 사태 수습을 지휘했다.
성격이 원만하고 차분해 주위에 따르는 사람이 많다. 부인 신동인(申東仁)과 사이에 2남 1녀를 두고 있다.